# Bad Boy Live!
Bad Boy Live! ´um álbum ao vivo gravado por John Sykes em 2004 durante a turnê pelo Japão. Conta com Marco Mendoza no baixo, Tommy Aldridge na bateria e Derek Sherinian nos teclados. O álbum conta com canções do Whitesnake, Thin Lizzy e Blue Murder, além de algumas canções da sua carreira solo.

## Lista de faixas
| N.º            | Título                                | Compositor(es)              | Duração |  |
| 1.             | "Bad Boys"                            | David Coverdale, John Sykes | 4:18    |  |
| 2.             | "We All Fall Down"                    | Sykes                       | 5:05    |  |
| 3.             | "Cold Sweat"                          | Phil Lynott, Sykes          | 3:33    |  |
| 4.             | "Crying in the Rain"                  | Coverdale                   | 6:06    |  |
| 5.             | "Jelly Roll"                          | Sykes                       | 5:06    |  |
| 6.             | "Is This Love"                        | Coverdale, Sykes            | 4:22    |  |
| 7.             | "Look in His Eyes"                    | Sykes                       | 4:53    |  |
| 8.             | "I Don't Wanna Live My Life Like You" | Sykes                       | 3:26    |  |
| 9.             | "Please Don't Leave Me"               | Lynott, Sykes               | 5:45    |  |
| 10.            | "Still of the Night"                  | Coverdale, Sykes            | 8:15    |  |
| 11.            | "Thunder and Lightning"               | Brian Downey, Lynot         | 5:15    |  |
| Duração total: | Duração total:                        | Duração total:              | 56:08   |  |

## Créditos
- John Sykes - vocais, guitarra
- Marco Mendoza - baixo
- Tommy Aldridge - bateria
- Derek Sherinian - teclados